# Marius Trussy
 (novembre 2022).
Marius Trussy, né à Lorgues (Var) le 19 mars 1797 (29 Ventôse an V), mort à Creil (Oise) le 26 septembre 1867, est un écrivain provençal de langue d'oc, auteur notamment de Margarido.

## Biographie
De son vrai nom Joseph, François, Marie Trussy, cet enfant du village est né le 29 Ventôse an V à Lorgues dans la maison familiale de la rue Bourgade, ancienne demeure des Pontevès, achetée à la Révolution par son père Jean François Trussy. 
Louis Jourdan, toulonnais, rédacteur au journal parisien Le Siècle, qui a signé la préface de Margarido écrit à propos de Marius Trussy : «  Les évènements de la vie, les tempêtes politiques dont sa famille eut particulièrement à souffrir l’emportèrent, bien jeune, loin du pays qu’il aimait avec passion.  Que de misères ! que de luttes ! que d’infortunes ! C’est tout une Odyssée que la vie de Marius Trussy. »
Jeune, Marius s’enthousiasme pour l’épopée napoléonienne. À la Restauration, alors soldat dans la Légion du Var en garnison à Draguignan  il tient des propos pro-bonapartistes jugés «  séditieux » . Il sera pour cela condamné en 1816, alors âgé de 19 ans, à : «  dix mois d’emprisonnement, à cinquante francs d’amende, à cinq ans d’interdiction de droits civiques, civils et de famille…à la mise en surveillance pendant cinq années. » 
C’est dans le département du Nord, à Avesnes-sur-Helpe qu’il fera ensuite sa vie, il s’y marie en 1820 et y exerce à partir de 1826 la profession d’architecte départemental. 
Sa femme meurt en 1844 (âgée de 46 ans), lui laissant trois enfants. Il quittera le Nord pour s’installer à Paris.
Il se remarie en 1855. Il travaille comme architecte et ingénieur civil, il entreprend tardivement un travail d’écriture et parvient à faire publier en 1861: Margarido. Il a alors 64 ans.

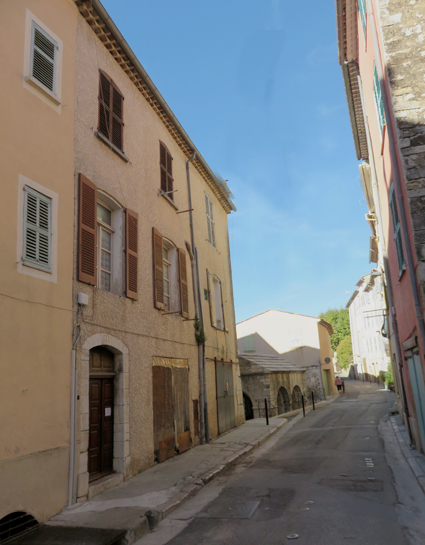
Maison natale de Marius Trussy à Lorgues (Var)

### Margarido
« Poème en vers provençaux. Avec traduction française en regard du texte, précédé d’une Ode à la Provence ; d’un prologue et de la légende des Tombereaux d’Argens », cet « Hommage aux habitants de Lorgues, ma patrie » raconte les amours malheureux de deux jeunes gens contrariés par une différence de fortune. L’action se déroule sous le Premier Empire et la Restauration dans un hameau lorguais.
Le livre sera publié à Paris, chez Garnier frères et à Marseille chez Marius Féraud l’éditeur des « Troubaires » rivaux des « Félibres ».
Le Félibrige fondé en 1854, par quelques jeunes écrivains de la région avignonnaise avec à leur tête Frédéric Mistral était au départ un groupe marginal représentant une faible part des écrits en langue provençale.  C’est pourtant ce petit groupe qui allait rapidement incarner la renaissance de cette langue à partir du moment où Mireille de Mistral sera consacrée par la critique parisienne.
Cette mainmise des Avignonnais sur la langue provençale ne se fera pas sans résistance. Celle-ci s’organise à Marseille essentiellement, véritable capitale des écrits en langue d’oc. Les "Troubaïres" et Trussy avec eux refusent la graphie félibréenne qui se prétend seule héritière des anciens troubadours et se pose en référence incontournable. Les deux camps opposent leurs œuvres, leur authenticité, et c’est vrai que l’apparition de Margarido de Trussy  après Mirèio de Mistral peut s’inscrire dans cette démarche. Jourdan dans sa préface ne dit pas autre chose : «  Mais la Provence se divise en deux parties très distinctes : l’une, amollie par le contact d’éléments étrangers : tendre, passionnée, superstitieuse, presque italienne : c’est la Provence qui a pour capitale la noble cité des papes, ; c’est la Provence de Pétrarque ; c’est la Provence que Frédéric Mistral a chantée. L’autre  a conservé plus intacte son ancienne et originale physionomie ; sa langue est plus énergique, plus sonore ; ses allures sont plus viriles : c’est la Provence orientale, la Provence volcanique, aux sites abrupts et tourmentés, aux paysages grandioses, aux torrents écumeux. Le poète de Margarido fait aujourd’hui pour cette Provence, pour cette mère robuste et bienfaisante, pour ses mœurs, pour ses traditions, ce que Frédéric Mistral a fait pour le Comtat. ». 

### Une fin de vie malheureuse
Malgré ses qualités et ses attraits, Margarido n’aura pas le succès de Mireille et les ambitions littéraires de Trussy seront stoppées. Elles étaient pourtant grandes : il annonce à la fin de l’ouvrage  la parution prochaine de La Réneïdo, poème épique de 450 pages, sur la Provence du Roi René, et de « Uno Méléto sénso uou », recueil de poèmes burlesques, légendes et contes de 500 pages. Ces œuvres pourtant écrites ne seront pas publiées.
À l’infortune vient s’ajouter la maladie, Trussy sans ressources dépendra du travail de sa femme. En 1865 celle-ci trouvera un emploi de couturière dans une de ces nombreuses usines de confection qui s’implantaient dans l’Oise à cette époque. Le couple s’installe à Creil, Trussy y décédera le 26 septembre 1867.
À Lorgues une place et une école portent son nom.